# Paul Benkner (lelkész)
Paul Benkner, magyarosan Benkner Pál (? – Brassó, 1719. augusztus 14.) evangélikus lelkész.

## Élete
Régi brassói család sarja, Paul Benkner városi tanácsos fia; iskoláit hazájában (1668. március 12. – 1677. február 20.) végezte. 1719. január 29-én szülővárosában a község szónokává választották.

## Munkái
Chronik címmel naplót irt a Brassóban 1666. szeptember 7-től 1693. január 29-ig való eseményekről, mely megvan az Országos Széchényi Könyvtárban.